# Niže crkvene službe
Niže crkvene službe su službe u kršćanskim Crkvama uveden radi ispomoći Crkvi i višim službama.
Uveo ih je papa Higin radi ispomoći Crkvi i "većim" službama. U te službe ostijarij, lektor, egzorcist, akolit i subđakon.
U ranom kršćanstvu su se niže službe nazivale i nižim redovima. Dio je do kraja ostao samostalna služba, dok je dio ostao kao "stuba" prema svećeništvu. Svim su se kandidatima za svećeništvo dijelile posebnim obredom, koji je po sebi već prestao biti znakom. Stoga ga je Drugi vatikanski sabor i dokinuo. Premda je dio služba ostao, gubitak je što se često pri podjeljivanju tih služba izostavlja i liturgijski obred. Kod lektora je obred i služba opstala.
Motuproprijem Ministeria quaedam (MQ ) "O nižim službama" pape Pavla VI. od 15. kolovoza 1972. godine reformirane su niže službe. Ovdje je Pavao VI. donio nove odredbe, kojima je preuredio disciplinu u latinskoj Crkvi glede prve tonzure, niže redove i subđakonat, reforma u disciplinu i naučavanje.  Niži crkveni redovi od tada se zovu službama (ministeria). Službenici ma nižih služba dodijeljene su neke nove mogućnosti, uloge i prava. Glede današnjih prilagođenih potreba, u čitavoj latinskoj Crkvi zadržane su samo službe lektora i akolita koje prema tradiciji Crkve ostaje samo za muškarce i ostaju kao uvjet za đakonat i svećenstvo.

## Vanjske poveznice
- [neaktivna poveznica] Andrija Kopilović: Upoznajmo govor liturgijskih znakova - Liturgijski znakovi sakramenata - Sakrament svetog reda: biskup, prezbiter i đakon, srpanj-kolovoz 2009.
- Zvonik, br. 180[neaktivna poveznica]  Andrija Kopilović: Upoznajmo govor liturgijskih znakova - Liturgijski znakovi sakramenata